# Freienstein-Teufen
Freienstein-Teufen est une commune suisse du canton de Zurich.

Photo aérienne (1948).

## Monuments
- Le château Freienstein[3].

## Galerie

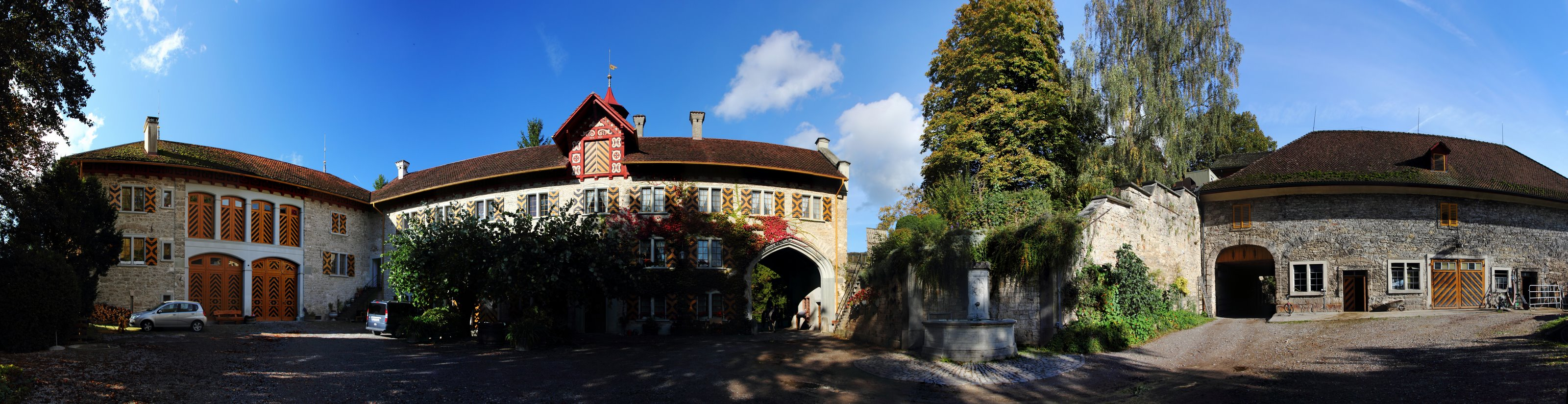
Le corps de ferme.
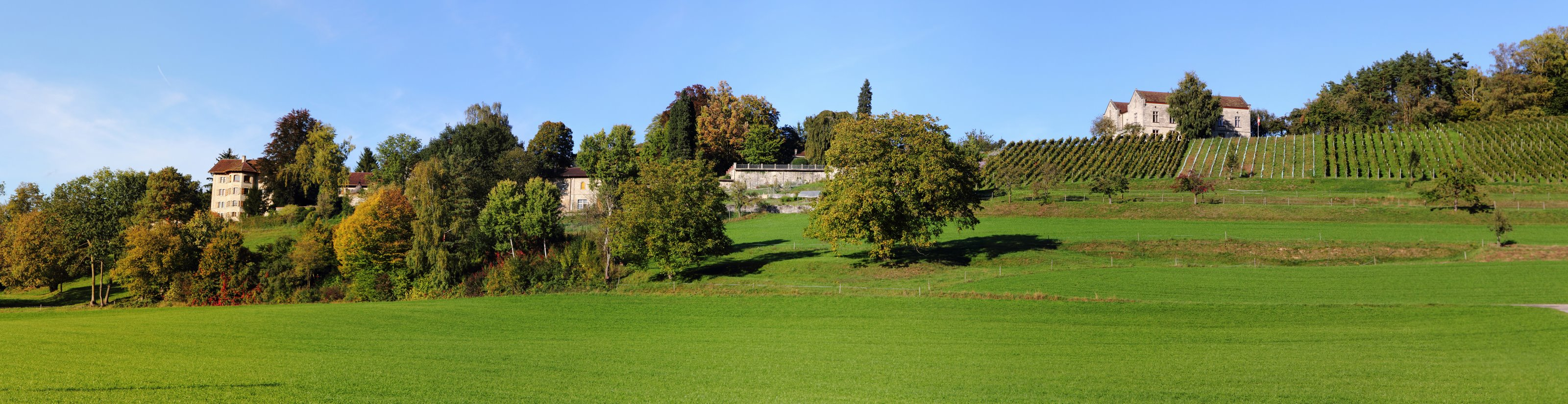
L'ancien et le nouveau château.
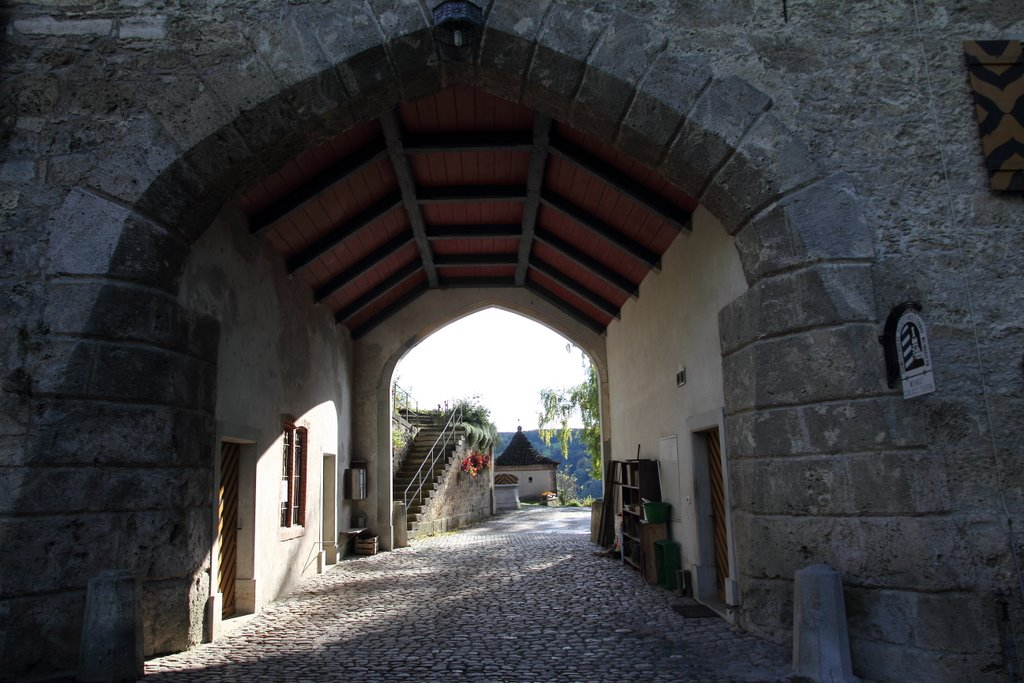
Entrée du corps de ferme du vieux château.
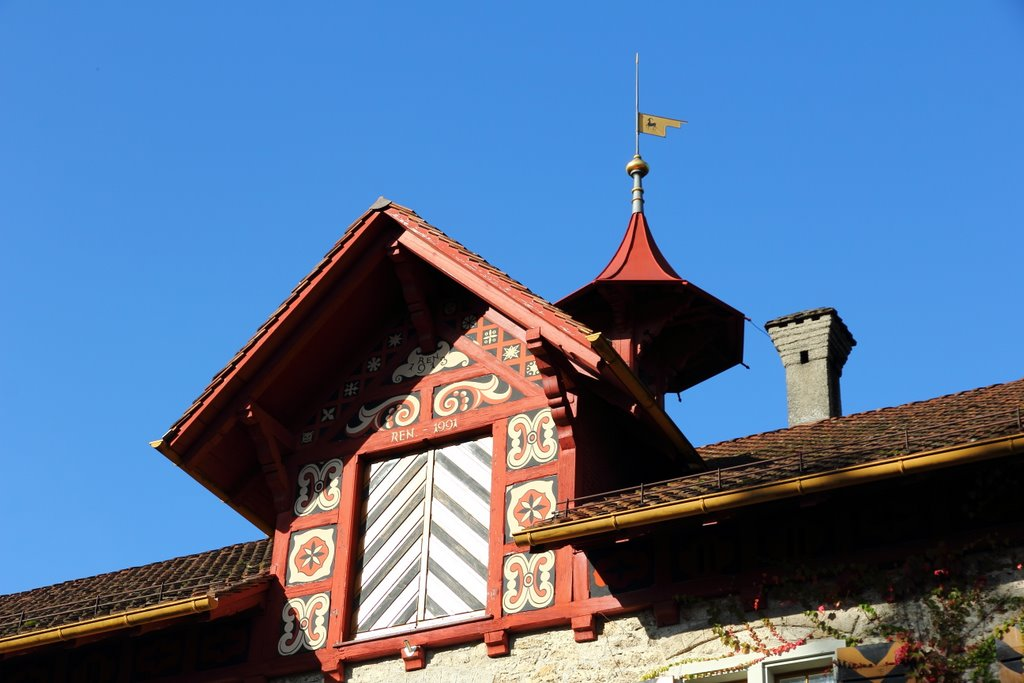
Détail.